# Berk Demir

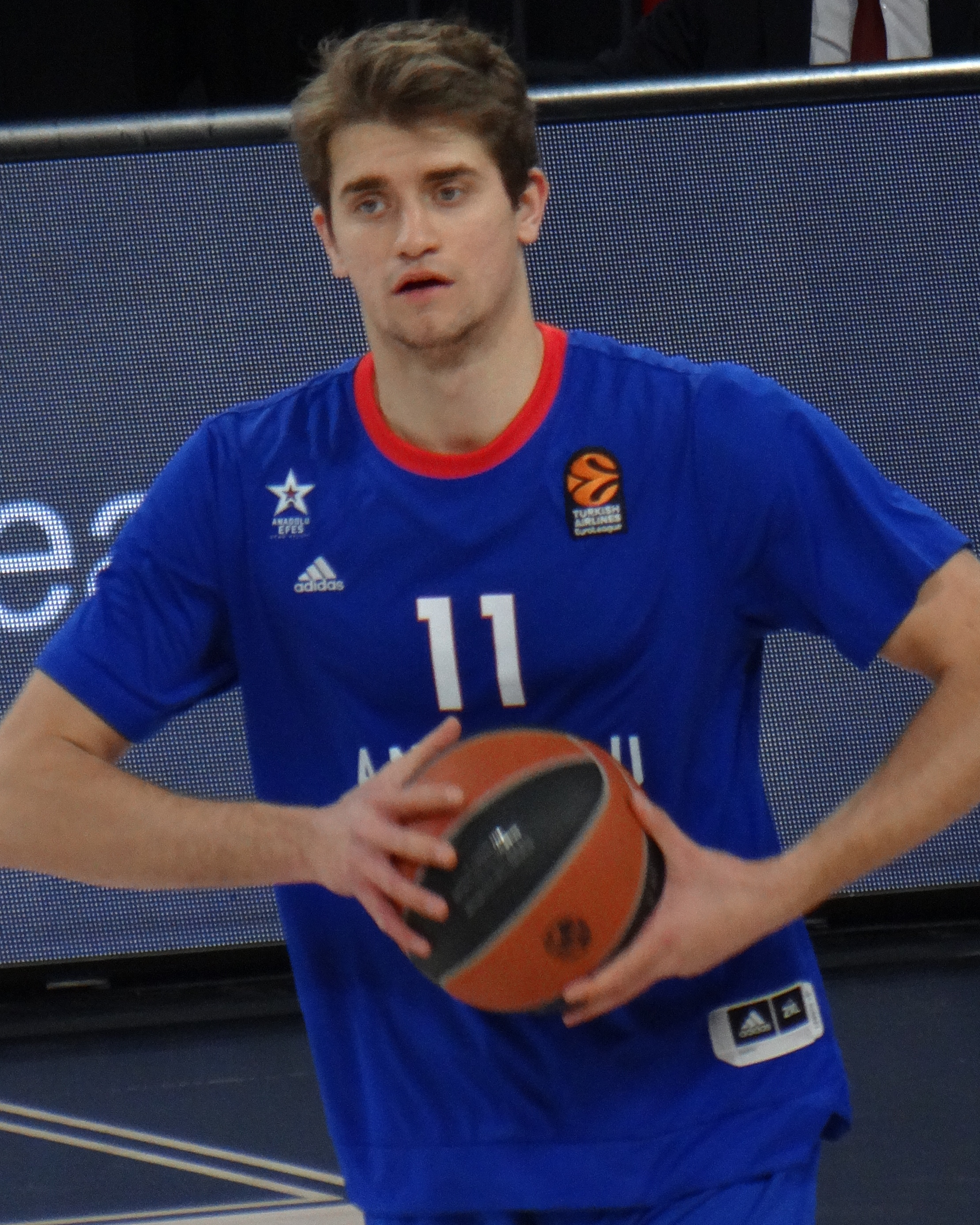
2018 Anadolu Efes

Berk Demir (Istanbul, 18 maggio 1995) è un cestista turco.

## Palmarès
- Coppa di Turchia: 1

Anadolu Efes: 2018